# WikiBilim
WikiBilim Public Foundation es una organización sin ánimo de lucro que fue creada en 2011 de acuerdo con las leyes de Kazajistán para el desarrollo del idioma Kazajo. Desde 2017 se denomina Oficina Nacional de Traducción de Kazajistán.

## Historia
La fundación la constituyó Rauan Kenzhekhanuly en mayo de 2011. Marat Isbayev Hairullauly  actuó como cofundador. El proyecto inicial fue la Wikipedia en kazajo, que en ese momento tenía apenas 7500 artículos y 4 usuarios activos. En noviembre de 2011, Kazakh Wikipedia tenía 100 000 artículos y 230 usuarios activos. En agosto de 2011, Jimmy Wales premió a Kenzhekhanuly con el título de Wikipedista del año.

## Objetivos
- Contribuir al desarrollo del idioma Kazajo.
- Desarrollar las TIC en Kazajistán.
- Organizar proyectos eductivos para la juventud.
- Otros

## Proyectos
1. La Wikipedia en kazajo
2. Creative Commons en Kazajistán.